# Cassandre (opéra)
Pour les articles homonymes, voir Cassandre (homonymie).
Cassandre est une tragédie en musique composée par Toussaint Bertin de la Doué sur un livret de François-Joseph-Victor de La Grange-Chancel, créé le 22 juin 1706 à l'Académie royale de musique à Paris.

## Description
Le livret écrit par François-Joseph-Victor de La Grange-Chancel, est inspiré de l'Orestie d'Eschyle et est distribué en un prologue, cinq actes et vingt-huit scènes. La partition est composée Toussaint Bertin de la Doué par en collaboration avec le compositeur français François Bouvard. 
Cassandre est créé à Paris le 22 juin 1706, à l'Académie royale de musique. L'opéra n'ayant reçu aucun succès, il n'y eut pas de reprise de l'ouvrage. Son insuccès serait attribué à la faiblesse de la musique et de la pièce jouée. 

## Rôles
| Rôle                                             | Voix     | Créateur         |
| Prologue                                         | Prologue | Prologue         |
| ------------------------------------------------ | -------- | ---------------- |
| Scamandre                                        |          | Mr Hardouin      |
| Xanthe                                           |          | Mr Mantienne     |
| Simoïs                                           |          | Mr Chopelet      |
| Apollon                                          |          | Mr Bourgeois     |
| Une Troyenne                                     |          | Mlle Poussin     |
| Troupe de Troyens                                |          |                  |
| Pièce                                            |          |                  |
| Agamenmnon, roi d'Argos et de Micène             |          | Mr Thevenard     |
| Clitemnestre, épouse d'Agamenmnon                |          | Mlle Journet     |
| Cassandre, fille de Priam, captive d'Agamenmnon  |          | Mlle Desmâtins   |
| Oreste, fils d'Agamenmnon, amoureux de Cassandre |          | Mr Cochereau     |
| Egiste, amoureux de Clitemnestre                 |          | Mr Dun           |
| Arcas, ami d'Egiste                              |          | Mr Boutelou-fils |
| Cephise, confidente de Clitemnestre              |          | Mlle Poussin     |
| Ilione, confidente de Cassandre                  |          | Mlle Loignon     |
| Le Grand Prestre de Junon                        |          | Mr Mantienne     |
| Une Troyenne                                     |          | Mlle Cochereau   |
| Une Autre Troyenne                               |          | Mlle Aubert      |